# Hebbalu
Hebbalu là một thị trấn thống kê (census town) của quận Mysore thuộc bang Karnataka, Ấn Độ.

## Nhân khẩu
Theo điều tra dân số năm 2001 của Ấn Độ, Hebbalu có dân số 1471 người. Phái nam chiếm 52% tổng số dân và phái nữ chiếm 48%. Hebbalu có tỷ lệ 71% biết đọc biết viết, cao hơn tỷ lệ trung bình toàn quốc là 59,5%: tỷ lệ cho phái nam là 72%, và tỷ lệ cho phái nữ là 71%. Tại Hebbalu, 18% dân số nhỏ hơn 6 tuổi.